# Carnaval contra el Capital
El Carnaval Global contra el Capital fue una jornada de protesta que tuvo lugar el viernes 18 de junio de 1999, coincidiendo con la 25.ª Cumbre del G8 en Colonia (Alemania), de ámbito internacional, aunque fue especialmente notoria en Londres. El carnaval se inspiró en las protestas Stop the City de los años ochenta y la Global Street Party de 1998 que coincidió con la 24.ª Cumbre del G8 en Birmingham (Inglaterra). El lema de la protesta fue «Nuestra resistencia es tan transnacional como el capital».

## Antecedentes

### Organización
Los preparativos se extendieron muchos meses. La jornada se dio a conocer con el numerónimo 18J (en inglés, J18). En Londres, el grupo organizador se reunió cada mes. La agrupación local de Londres del colectivo Reclaim the Streets organizó asimismo reuniones semanales abiertas en que se congregaban habitualmente entre 30 y 100 personas. Se creó una lista de correo electrónico de ámbito internacional, y se captaron fondos mediante donaciones anónimas y conciertos benéficos.

### Publicidad
En Londres, se organizó una campaña publicitaria con pegatinas vistosas y 10 000 pósteres. Se animó a los trabajadores a llamar a su empresa para ausentarse por enfermedad. Se realizó un video promocional de 18 minutos que se distribuyó globalmente. Reclaim the Streets y Corporate Watch produjeron el panfleto de 32 páginas Squaring up to the Square Mile («Enfrentarse a la City de Londres»), con información sobre las instituciones financieras y un mapa en formato A3 con su ubicación. Se imprimieron 4000 ejemplares del panfleto.

#### Evading Standards
Se publicaron 30 000 ejemplares de Evading Standards («Evadir las Normas»), una parodia del diario londinense Evening Standard, y se distribuyeron los días 17 y 18 de junio de forma gratuita entre los trabajadores de la City. El periódico se asemejaba al original, pero en lugar de las noticias habituales contenía agitprop y humor. La primera plana anunciaba el titular ‘Global Market Meltdown’ («Hundimiento de los mercados globales»), seguido de un reportaje paródico sobre el hundimiento de los mercados financieros del mundo.

### Medios de comunicación tradicionales
En los medios tradicionales abundaron los artículos que sopesaban posibles escenarios de violencia.

### Reacción de la City
En la City se dio mucha importancia a lo que pudiera ocurrir durante las protestas. La Policía de la City de Londres canceló cualquier permiso de ausencia entre sus agentes para ese día. La Corporación de la City de Londres envió cartas a los directores generales de todas las empresas de la milla cuadrada que conformaba la City (así como de muchas empresas de fuera de esa área) con instrucciones para difundir el aviso de «disrupción grave» y la necesidad de tomar medidas extraordinarias en materia de seguridad entre todos sus empleados el 18 de junio.

## 18 de junio

### Londres
En Londres se convocó una gran marcha a mediodía y otras actividades autónomas por la mañana. Una marcha ciclista de Masa Crítica paralizó el tráfico de la City en plena hora punta. La Campaña contra el Comercio de Armas bloqueó una sucursal del banco Lloyds mediante un die-in.

#### La marcha
A mediodía, los manifestantes se congregaron en la Estación de Liverpool Street. Food Not Bombs y Veggies Catering Campaign repartieron comida gratuita y tocó un grupo de samba. Se repartieron máscaras de carnaval de cuatro colores distintos y partieron cinco procesiones en distintas direcciones (a las cuatro que estaban planificadas se unió otra marcha espontánea). La marcha espontánea explotó de rabia a la altura de la Muralla de Londres cuando una furgoneta de la policía que iba marcha atrás golpeó a una mujer, fracturándole la pierna.
Entre las dos y las tres, las marchas convergieron y unas 5000 personas se congregaron delante de la Bolsa Internacional de Futuros y Opciones de Londres (LIFFE, por sus siglas en inglés). Los manifestantes abrieron una boca de incendio, simbolizando la liberación del río Walbrook, y taparon con ladrillos la entrada inferior de la Bolsa. También colgaron pancartas con los mensajes Ecología global, no economía global y La Tierra es un tesoro común para todos, pintaron grafitis e inutilizaron cámaras de videovigilancia. Después, se instalaron equipos de sonido y grupos de punk amenizaron la manifestación.
A media tarde, un pequeño grupo de manifestantes irrumpió en el edificio Cannon Bridge, provocaron destrozos en el área de recepción y trataron de acceder al piso de intercambio de la LIFFE, pero el sistema de seguridad se lo impidió.
El resto de la tarde se convirtió en una batalla campal. La policía roció a los manifestantes con gas CS dispersándolos por la Lower Thames Street calle abajo y fuera de la City. Posteriormente, los manifestantes se congregaron pacíficamente en Trafalgar Square.[cita requerida]

### Cobertura en Internet y documental
Las protestas se retransmitieron en Internet mediante streaming y periodismo ciudadano, una novedad a finales de los años 90. Los acontecimientos de Londres fueron retransmitidos en vivo por el videojockey Matt Black hasta que los servidores quedaron bloqueados por exceso de tráfico.[cita requerida] En Australia, CAT TV y Active Sydney reunieron un equipo para cubrir el evento a lo largo del día. Recopilaron historias, fotos y videos y los publicaron en un canal web. La red global de activistas y tecnología que se creó formó los cimientos de la red Indymedia.

### Protesta global
Katherine Ainger describió así la atmósfera de protesta:

The June 18 events were as diverse as the groups taking part. In Barcelona "street reclaimers" invoked the slogan of the rebellious Paris students of 1968, "Sous les paves, la plage" ("Under the sidewalk, the beach") and, dressed in swimming costumes, put out towels and sun-bathed on the road, handed out French fries to commuters in their cars, and later took part in a 700-strong street party. Music and dancing also hit the streets of San Francisco with "art attackers" who, armed with giant puppets and candy, lobbied those working for multinationals that exploit sweatshop workers to take the day off work and "join the revolution." In Melbourne, Australia, Kim Beazley, leader of the opposition, received a custard pie in the face for speaking at a global trade conference sponsored by Shell, while thousands of party goers in Sydney held up traffic as a massive street festival got underway.
Los acontecimientos del 18 de junio fueron tan diversos como los grupos que participaron en ellos. En Barcelona, los «recuperadores de las calles» invocaron el eslogan de los estudiantes rebeldes del París de 1968, «Sous les pavés, la plage» («Bajo los adoquines, la playa») y, vestidos con bañadores, desplegaron toallas y tomaron el sol en la calle, repartieron papas fritas a los conductores que iban camino del trabajo y luego participaron en una fiesta en la calle de 700 personas. La música y la danza también llegaron a las calles de San Francisco con «guerreros del arte» que, armados con muñecos gigantes y caramelos, abordaron a quienes trabajan para multinacionales que explotan a trabajadores en talleres de trabajo esclavo para convencerles de que pidieran ese día de baja y «se unieran a la revolución». En Melbourne (Australia), Kim Beazley, líder de la oposición, recibió un tartazo en la cara por participar en una conferencia de comercio global auspiciada por Shell mientras miles de fiesteros en Sídney detuvieron el tráfico y se puso en marcha un enorme festival en la calle.

En total, hubo protestas en ciudades de 40 países distintos, entre ellas Tel Aviv, Minsk, Madrid, Valencia, Praga, Hamburgo, Colonia, Milán, Roma, Siena, Florencia, Ancona, Ámsterdam, Glasgow, Edimburgo, Lancaster, Zúrich, Ginebra, Toronto, Vancouver, Ottawa, Washington, Nueva York, Los Ángeles, Austin, Boston y Eugene.

## Consecuencias

### Detenciones
Dieciséis personas fueron detenidas el mismo día 18 de junio. La Policía Metropolitana creó una página web en la que colgó 138 fotografías de personas a las que buscaba para interrogarlas. Mediante grabaciones de videovigilancia, para un año después fueron detenidas otras 50 personas.[cita requerida]
Otros que fueron identificados en el Carnaval fueron detenidos en protestas posteriores, particularmente en las protestas del 30 de noviembre contra la OMC.[cita requerida]
En total, se contaron 42 heridos y 71 detenciones. Los daños económicos se estimaron en entre 4000 y 2 millones de libras.

### Protestas posteriores
El 18J fue la primera de una larga serie de protestas anticapitalistas y antiglobalización, siendo algunas de las más notables:
- Manifestaciones de noviembre-diciembre de 1999 contra la Cumbre de Seattle de la OMC
- Manifestaciones de septiembre de 2000 en Praga contra el Fondo Monetario Internacional y el Banco Mundial;
- Manifestaciones de julio de 2001 en Génova contra la 27.ª Cumbre del G8;
- Manifestaciones de julio de 2005 en Escocia contra la 31.ª Cumbre del G8.